# Shoku Nihongi
Lo Shoku Nihongi (続日本紀?) è un antico testo giapponese racchiuso in 40 volumi, che raccoglie le più importanti decisioni di stato prese alla corte imperiale giapponese tra il 697 d.C. ed il 791. È la fonte più importante di notizie riguardanti il periodo Nara della storia del Giappone.
Nell'opera sono narrate le cronache del periodo di 95 anni intercorso tra l'inizio del regno dell'imperatore Monmu, nel 697, fino al decimo anno del regno dell'imperatore Kammu, nel 791. Fu completato nel 797 dallo statista Fujiwara no Tsugutada e da Sugano no Mamichi. È il secondo delle Sei storie nazionali (六国史?, Rikkokushi), le antiche cronache riferite alla storia dell'impero fino all'887, ed è la continuazione della prima di tali storie, detta Annali del Giappone (日本紀?, Nihongi).
Fu scritto principalmente nell'antico stile Kanbun, che prevedeva l'uso del cinese classico con glosse atte a rendere il testo comprensibile ai giapponesi. Sono compresi nel testo anche alcuni editti imperiali (宣命?, senmyō) scritti con un alfabeto fonetico giapponese di quei tempi chiamato senmyō-gaki.
A partire dall'imperatore Tenmu, che regnò dal 631, i sovrani giapponesi rafforzarono la propria autorità e il controllo sul paese. Dopo il 765, con il regno dell'imperatrice Shōtoku, il potere degli imperatori entrò in una crisi fatale, tanto che il loro ruolo sarebbe divenuto progressivamemente solo formale, a vantaggio dei clan di corte. Tale instabilità sfociò nello spostamento della capitale a Heian, l'odierna Kyoto, e nell'istituzione dello shogunato. Questi gravi avvenimenti, che cambiarono radicalmente lo scenario politico del paese, furono minimizzati dallo Shoku Nihongi, che continuò a celebrare la potenza degli imperatori Kōken (regno dal 764 al 770), Kōnin (770 - 781) e Kammu (781 - 806) anche quando la maggior parte del loro potere era svanita.